# Hauzenberg
Hauzenberg é um município da Alemanha, situado no distrito de Passau, no estado da Baviera. Tem 82,82 km² de área, e sua população em 2019 foi estimada em 11.703 habitantes.